# Ivan Horák (Molekularbiologe)
Ivan Karel Jan Horák (* 22. März 1942 in Polička, Protektorat Böhmen und Mähren; † 30. Mai 2009 in Berlin) war ein tschechisch-deutscher Molekularbiologe.

## Leben
Nach Abschluss des Medizinstudiums forschte er in Prag auf dem Gebiet der Biochemie. 1968 übersiedelte er über Rumänien in die Bundesrepublik Deutschland. Mit einem Stipendium der Deutschen Forschungsgemeinschaft war er am Institut für Virologie in Würzburg tätig. Es folgten Forschungsaufenthalte in den USA (in Baltimore und an der Harvard-University). 1980 habilitierte er sich mit Untersuchungen über die Kontrollmechanismen der Proteinbiosynthese in eukaryotischen Zellen am Modell der virusinfizierten Zelle. Daraufhin wurde er 1983 in Würzburg zum Professor für Immunobiologie berufen, welche Lehrtätigkeit er 14 Jahre ausübte. Ab 1998 wirkte er zunächst am Fachbereich Humanmedizin am Universitätsklinikum Benjamin Franklin der Freien Universität Berlin, ab 2003 bis zu seiner Pensionierung im Jahr 2007 als Professor für experimentelle Medizin und Pathobiologie an der Charité in Berlin. Gleichzeitig war er Leiter der Abteilung Molekulare Genetik am Leibniz-Institut für molekulare Pharmakologie. Auf diesem Gebiet erlangte er als Hochschullehrer und Wissenschaftler internationale Anerkennung, was sich auch in zahlreichen Beiträgen in Fachzeitschriften niederschlug.
Horák starb an den Folgen eines Unfalls. Seine letzte Ruhestätte fand er auf dem Südwestkirchhof Stahnsdorf.